# Luidia senegalensis
Étoile de mer à neuf bras
Espèce
Synonymes
- Asterias senegalensis Lamark, 1816

Luidia senegalensis, l'Étoile de mer à neuf bras, est une espèce d'étoiles de mer tropicale de la famille des Luidiidae.

## Description

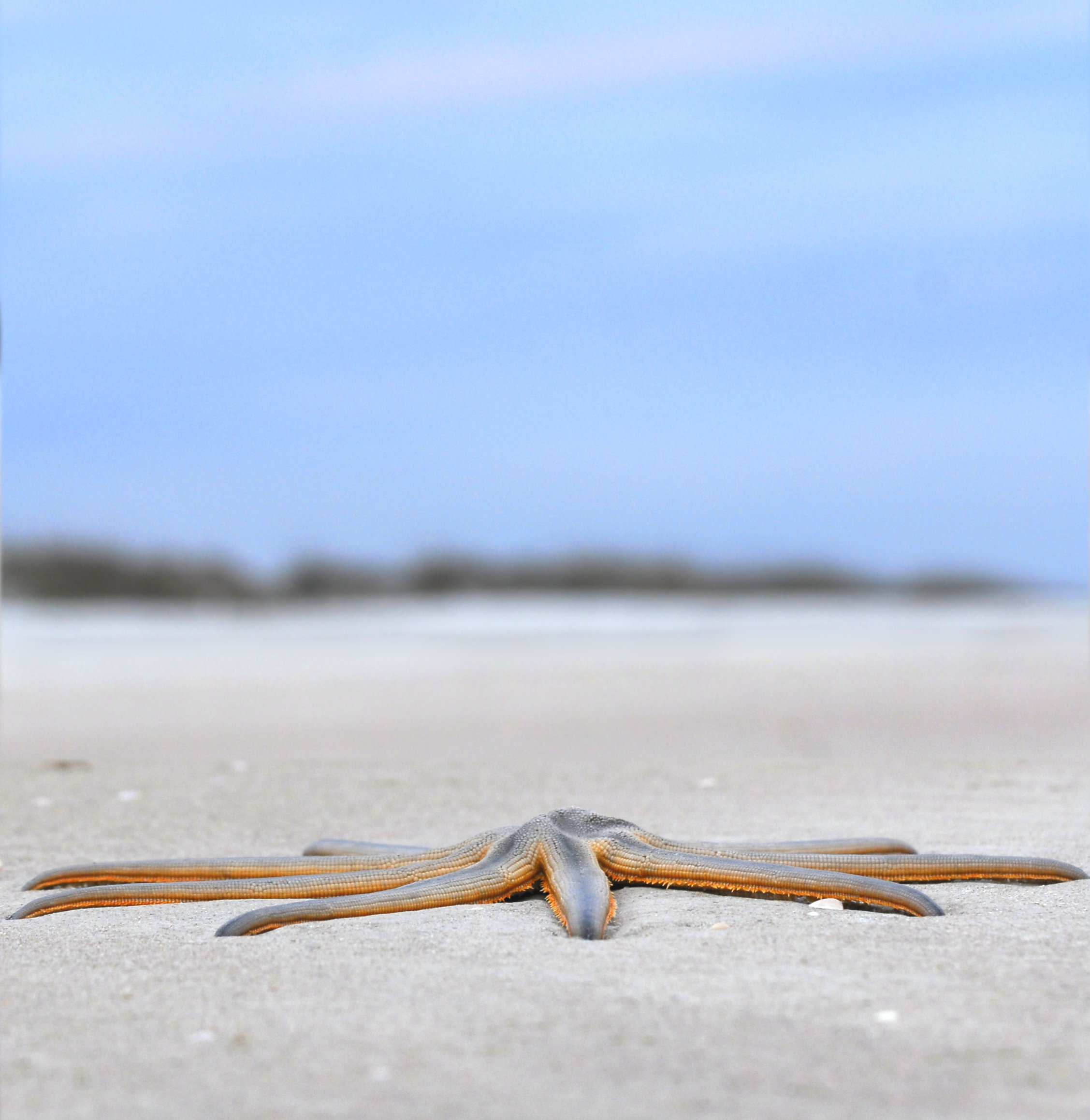
Luidia senegalensis près du Smyrna Dunes Park, en Floride.

C'est une grande étoile qui peut aller de 30 à 40 centimètres de diamètre. Elle possède généralement neuf bras minces et dégressifs rayonnant autour de son disque central (parfois plus ou moins en fonction de la prédation et de la régénération). Son disque central est d'apparence lisse et aplatie, mais sa surface est en fait constituée d'une multitude de petites plaques denticulées appelées « paxilles », d'une couleur gris bleuté évoluant vers le crème sur les flancs. Comme chez toutes les étoiles de ce groupe, la marge des bras est équipée de petits piquants mobiles qui lui servent à s'immerger rapidement dans le sable et s'y déplacer. Elle ne possède pas d'anus et les fragments d'aliments non digérés sont expulsés par sa bouche qui se situe au centre du disque.

## Habitat et répartition
L'étoile de mer à neuf bras se trouve sur des fonds sédimentaires à des profondeurs pouvant aller de la surface jusqu'à 40 mètres autour des côtes ouest-africaines, de la Floride, dans la mer des Caraïbes, le golfe du Mexique et le long de la côte de l'Amérique du Sud. Sa répartition et sa couleur sont similaires à l'espèce Luidia clathrata mais les deux espèces sont facilement distinguables notamment grâce à leur nombre de bras.

## Écologie et comportement
L'étoile de mer à neuf bras est un charognard et un prédateur, les examens de son estomac indiquent que son régime alimentaire est principalement constitué de mollusques, de petits crustacés ainsi que de polychètes.
La reproduction a lieu à différents moments de l'année, les étoiles de mer libèrent leurs gamètes où la fécondation a lieu. Après éclosion, les œufs atteignent le premier stade du développement larvaire nommé Bipinnaria et dérivent avec le plancton. Appartenant à l'ordre des Paxillosida, ces étoiles de mer ne passent pas par le stade brachiolaria, Luidia senegalensis termine sa métamorphose 25 jours plus tard, elle finit par devenir une étoile juvénile et benthique.
Le long de la côte atlantique de la Floride, il est possible que l'étoile soit en commensalisme avec un ou plusieurs vers polychètes bruns.